# Вибух життя (фільм, 1988)
«Вибух життя» (італ. Una botta di vita, англ. A Blast of Life) — італійська кінокомедія 1988 року режисера Енріко Ольдоїні. Існують інші назви цього фільму «На повну па́ру» (рос. На всю катушку), «Смак життя» (англ. Taste of Life), «Два хвальки́» (фр. Les deux fanfarons).
«Пригоди дуету Сорді — Бліє, для якого це остання роль, дарують нам без претензій приємну мить розслаблення.»

## Сюжет
Хвалькуватий одинокий пенсіонер Ельвіо Батістіні (Альберто Сорді) живе у своєї дочки і працює в кінотеатрі свого зятя. У серпні члени його сім'ї, як і більшість жителів міста, поїхали відпочивати на море. Кінотеатр зачинили, а Ельвіо залишили охороняти будинок. Та доля випадково зводить його з іншим пенсіонером — Джузеппе Мордардіні (Бернар Бліє), який захоплюється жінками, але так і не знайшов свою половинку. У Мордардіні є автомобіль — стара «Lancia» 50-тих років, яку він любовно назває «Терезою». Поговоривши, нові «друзі» знову розбудили в собі смак до життя, вони вирішують пошаліти «на повну па́ру» і вирушають до Портофіно. Чи здатні ці старші живчики витримати вибух життя.

## Ролі виконують
- Альберто Сорді — Ельвіо Батістіні
- Бернар Бліє — Джузеппе Мордардіні
- Андреа Ферреоль[it] — Жермена
- Вітторіо Капріолі[it] — Рікардо
- Альберто Соррентіно[it] — чоловік дружини Батістіні
- Неріна Монтаньяні[it] — літня жінка на бенкеті французького клубу
- Шарль Мільо[it] — охоронець